# کارلس بونت
کارلس بونت (انگلیسی: Carlos Bonet؛ زادهٔ ۲ اکتبر ۱۹۷۷) یک بازیکن فوتبال اهل پاراگوئه است.
وی همچنین در تیم ملی فوتبال پاراگوئه بازی کرده‌است.